# Ancienne église Saint-Christophe de Peyre
L'église Saint-Christophe de Peyre est une église semi-troglodytique  sur le territoire de la commune de Comprégnac, dans le département de l'Aveyron, en région Occitanieen France.
Elle fait l'objet d'une inscription au titre des monuments historiques depuis 1936.

## Localisation
Dans le sud du département de l'Aveyron, le village de Peyre se situe sur la commune de Comprégnac, six kilomètres à l'ouest du centre-ville de Millau, en bordure de la route départementale 41 et du Tarn. L'ancienne église Saint-Christophe est enchâssée dans la falaise qui domine le village.

## Historique
L'église est inscrite au titre des monuments historiques le 12 juin 1936.

## Description
C'est une église rupestre dont les éléments apparents sont de style roman.

## Valorisation du patrimoine
Désaffectée, l'église est une galerie d'art privée.

## Photothèque

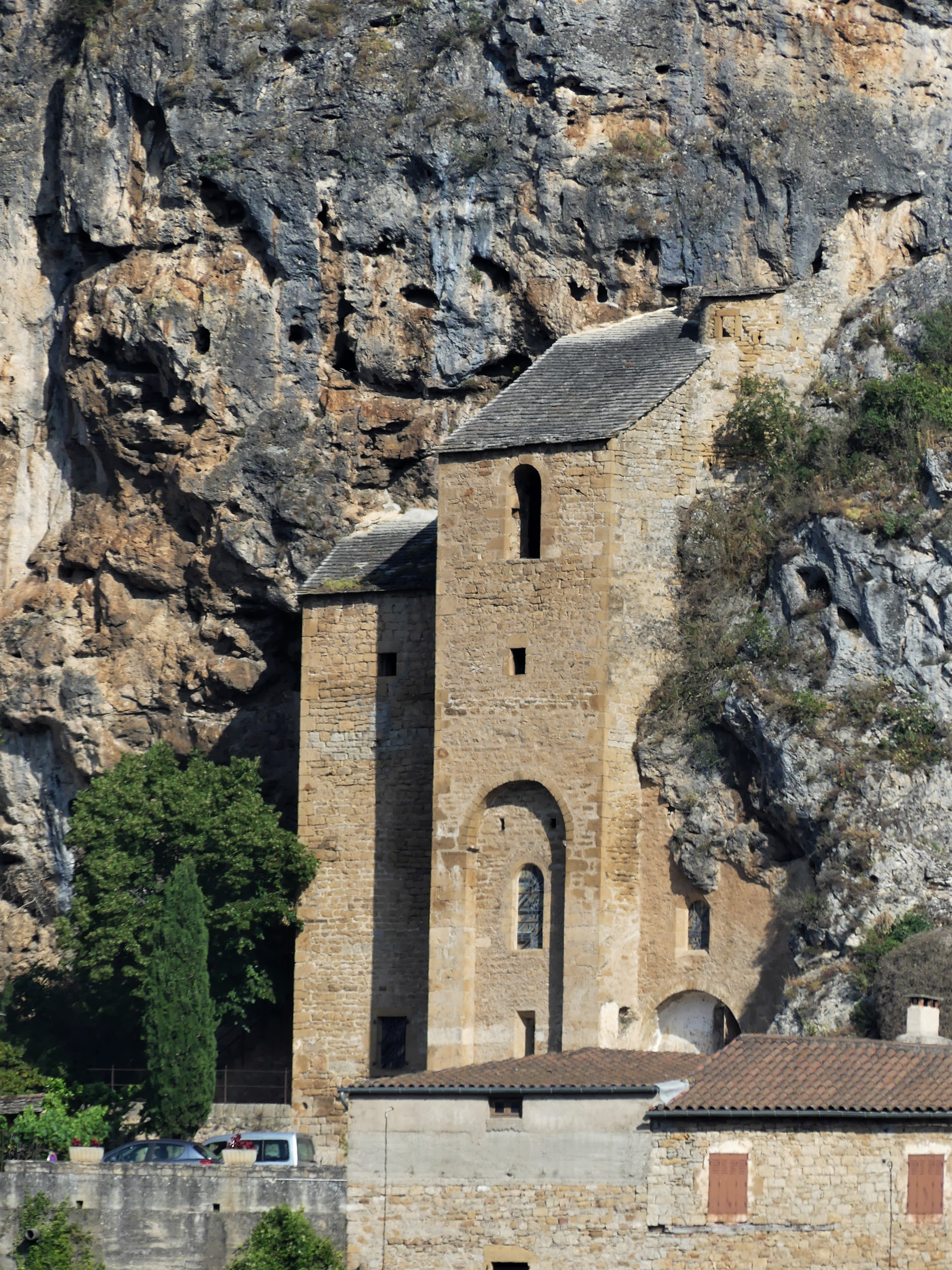
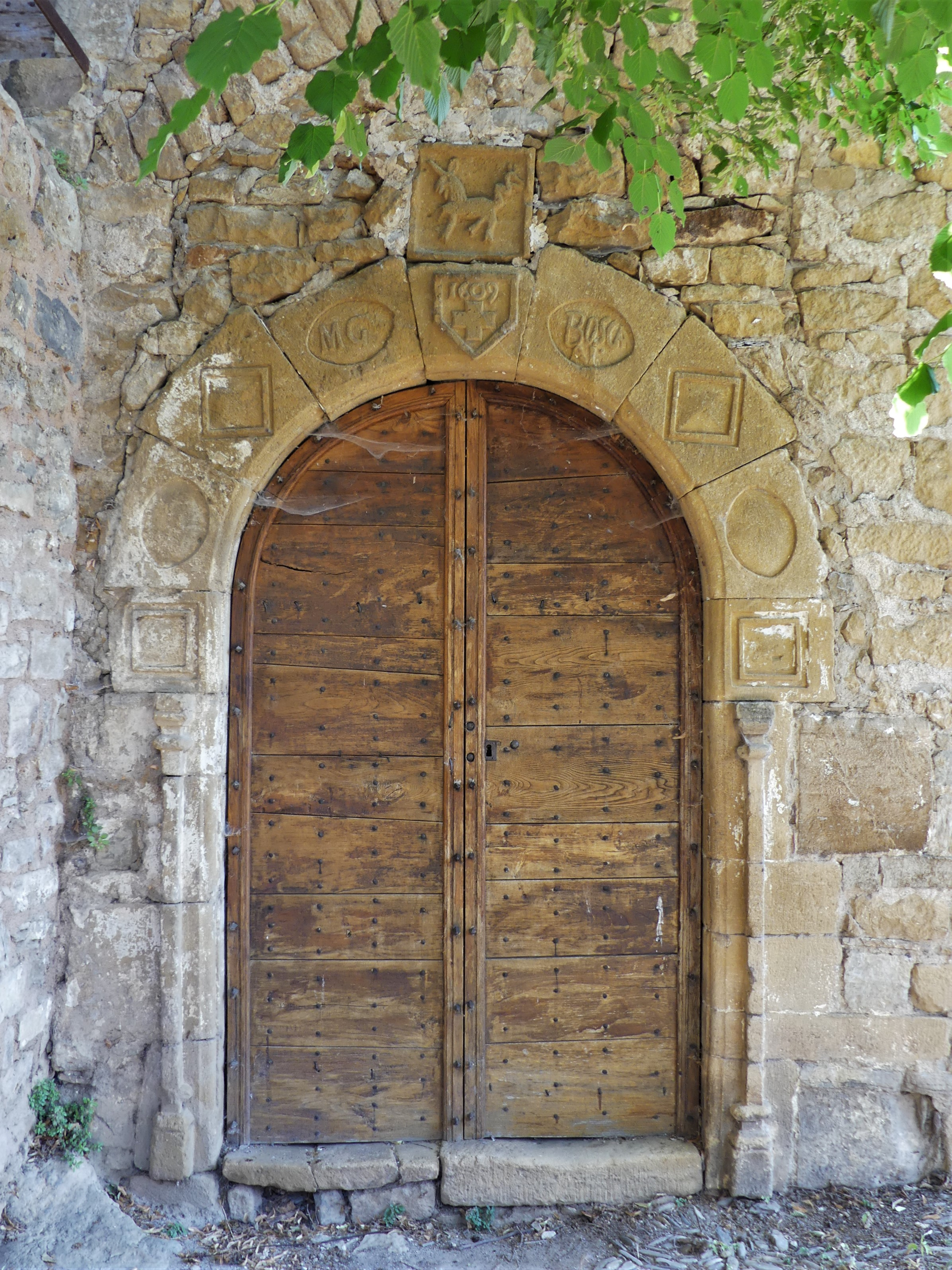
Le portail ouest.
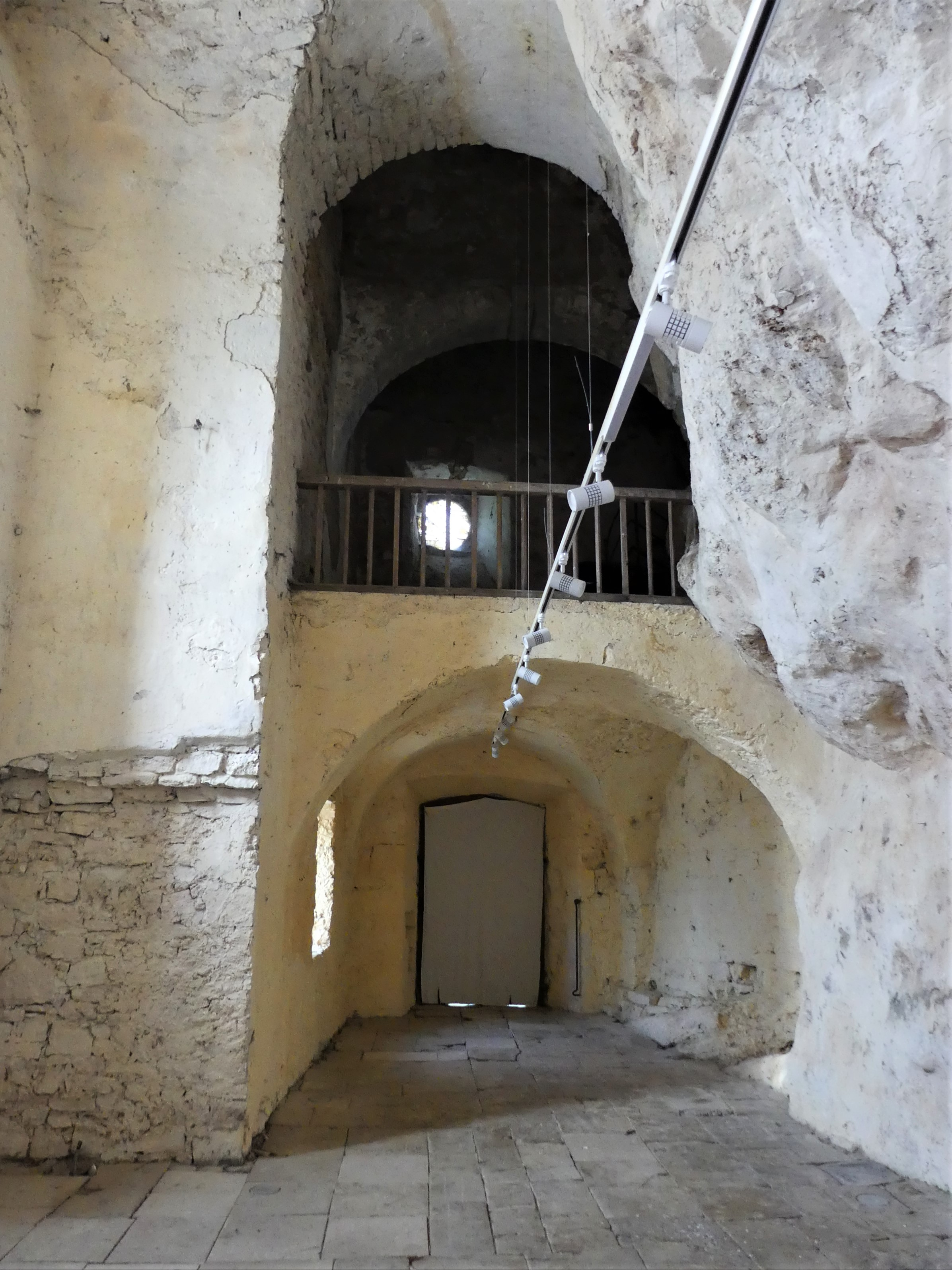
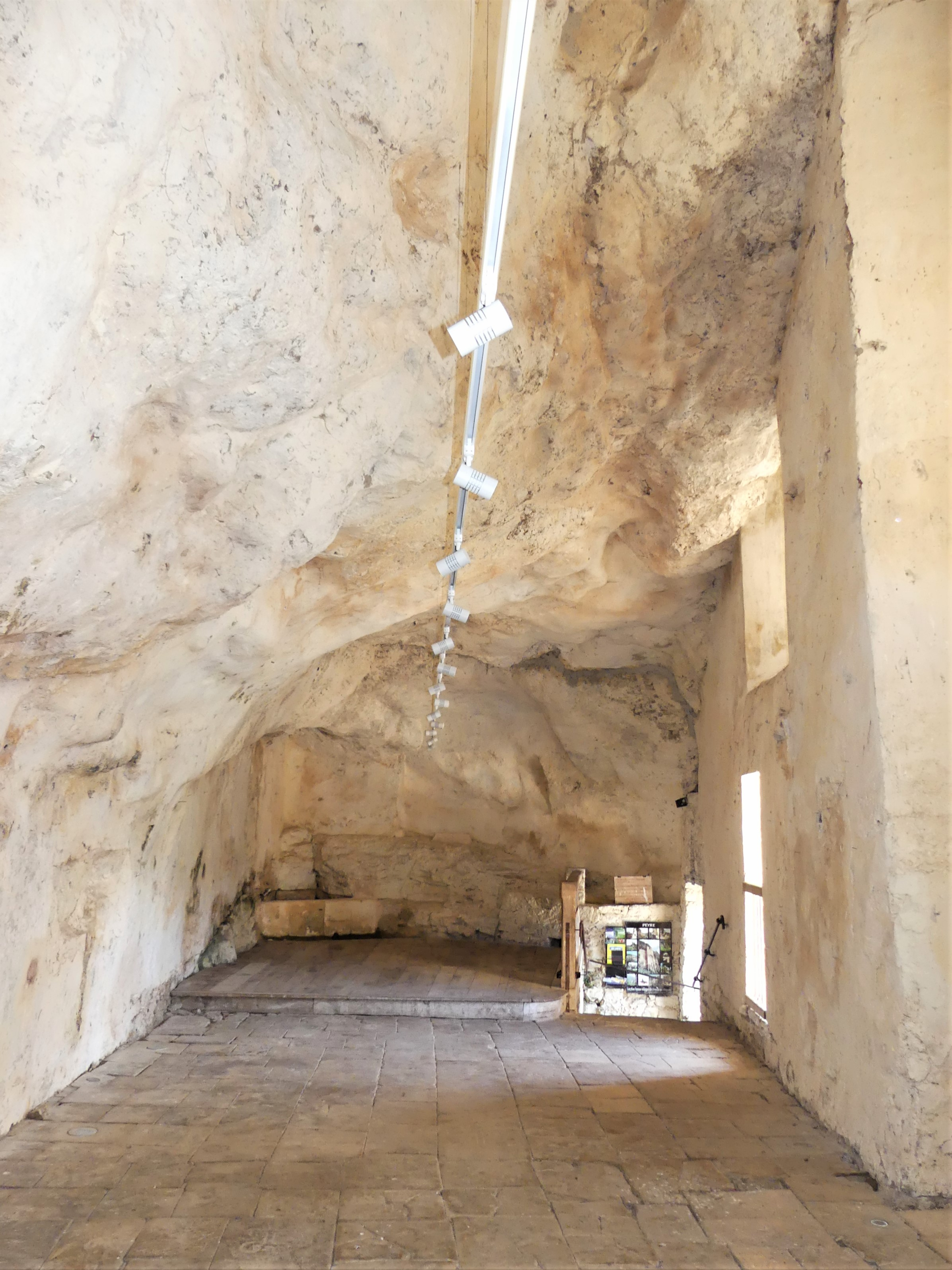
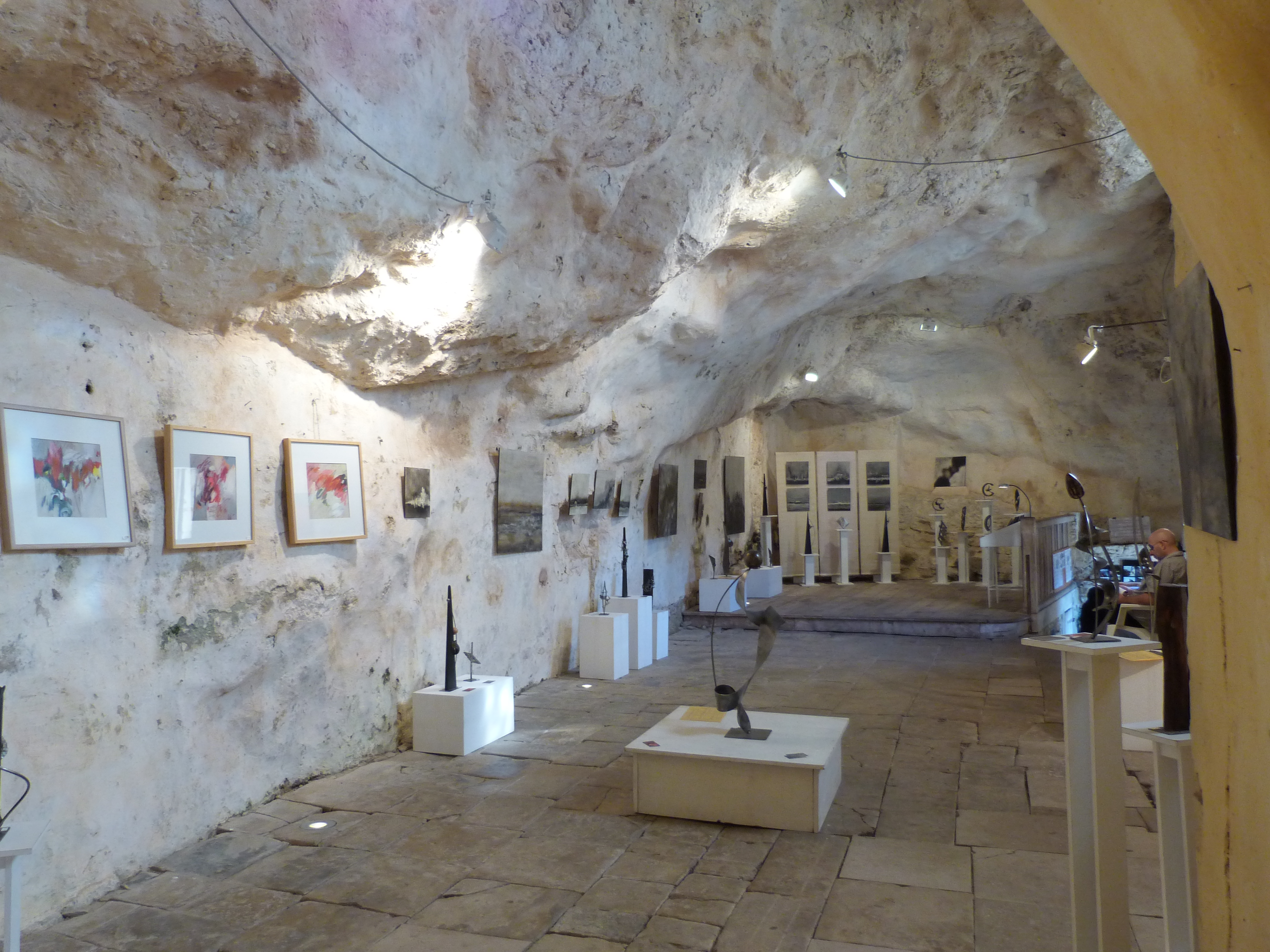